# Dé Aranha
Domingos Elias Alves Pedra, mais conhecido como Dé ou Dé Aranha (Paraíba do Sul, 16 de abril de 1948), é um ex-futebolista e ex-treinador brasileiro.
Revelado pelo Olaria em 1966, atuou pelo Bangu, Botafogo e Vasco da Gama, sendo um dos atacantes mais oportunistas na década de 1970. Fez sucesso ao lado de Roberto Dinamite e no Botafogo de 1978 a 1980. Foi apelidado de Aranha pelo radialista Washington Rodrigues, o "Apolinho".
Foi comentarista do SBT Rio e participou da versão carioca do programa Os Donos da Bola, da Rede Bandeirantes, com passagens pela rádio Bradesco Esportes FM e Rádio Globo/CBN.
Saiu do Sistema Globo de Rádio, no fim de 2019. mas desde fevereiro de 2020, está como comentarista da Super Rádio Tupi.

## Títulos

### Como jogador
Bangu
- Copa Minas de 1967
- Torneio Quadrangular dos Campeões de 1968

Vasco da Gama
- Taça Guanabara: 1976
- Torneio Quadrangular do Rio de Janeiro: 1973
- Taça José de Albuquerque: 1972
- Troféu Pedro Novaes: 1973
- Torneio Erasmo Martins Pedro: 1973
- Taça Danilo Leal Carneiro: 1975
- Taça Cidade de Cabo Frio: 1975
- Torneio Heleno Nunes: 1976

Sporting CP
- Campeonato Português: 1973–74
- Taça de Portugal: 1973–74

Rio Branco
- Campeonato Capixaba: 1983, 1984 e 1985

Al-Hilal
- Copa do Rei da Arábia Saudita: 1980

### Como treinador
Rio Branco
- Campeonato Capixaba: 2010

Botafogo Sub-20 (Juniores)
- Torneio Octávio Pinto de Guimarães: 1997
- Taça Belo Horizonte de Futebol Júnior: 1999
- Campeonato Carioca: 1997, 1998 e 2000
- Taça Guanabara: 1999, 2000 e 2001
- Taça Rio: 2000

## Premiações
Vasco da Gama
- Jogador do ano: Melhor jogador do Vasco da Gama na temporada 1971.
- Artilheiro do Vasco da Gama na temporada de 1971 com 18 gols marcados.
- 3° maior artilheiro do Vasco da Gama nos anos 70 com 72 gols marcados ( 1° Roberto Dinamite com 290 gols e 2° Paulinho com 88 gols).
- 27 ° maior artilheiro da história do Vasco da Gama.

Botafogo
- Artilheiro do Botafogo na temporada de 1977 com 22 gols marcados em 32 jogos.
- Artilheiro do Botafogo na temporada de 1978 com 36 gols marcados em 56 jogos.
- Eleito nos melhores do futebol carioca em 1978.
- 25° maior artilheiro da história do Botafogo de Futebol e Regatas.
- Autor do 1° gol do Estádio Glorioso de Marechal Hermes na partida de inauguração do Estádio entre Botafogo 2x1 Portuguesa-RJ (22 de Outubro de 1978).
- Maior artilheiro do Botafogo jogando no Estádio Glorioso de Marechal Hermes marcando 22 gols em 20 jogos.